# Cobitis elongata
Cobitis elongata är en fiskart som beskrevs av Heckel och Kner, 1858. Cobitis elongata ingår i släktet Cobitis och familjen nissögefiskar. IUCN kategoriserar arten globalt som livskraftig. Inga underarter finns listade i Catalogue of Life.